# Oleada de tornados en Buenos Aires de 2000
La oleada de tornados en Buenos Aires de 2000 fue una oleada de más de 20 tornados que sucedió en la tarde-noche del 26 de diciembre y que afectó gravemente el sur del Gran Buenos Aires. El suceso afectó a varias localidades del sur de la capital y fue la responsable de al menos 51 heridos, una víctima fatal y más de 120 evacuados.

## Tornado de Guernica
Hacia las 19:00 del 26 de diciembre, una supercélula generó un tornado F3 que destruyó el 40% de la ciudad de Guernica. El evento habría durado no más de 10 min para dejar más de una docena de casas sin sus techos o paredes y más de 50 personas resultaron con golpes o cortes. Además, alrededor de 200 postes de luz resultaron derribados y unas 30.000 personas quedaron sin energía eléctrica durante toda la noche. Árboles, columnas de alambrado y telefonía destruidos también fueron un panorama visto por varios días después del fenómeno.

## Tornados
| Confirmado Total | Confirmado EF0 | Confirmado EF1 | Confirmado EF2 | Confirmado EF3 | Confirmado EF4 | Confirmado EF5 |
| 24               | 10             | 7              | 4              | 3              | 0              | 0              |